# Adolph Wilhelm Hermann Kolbe
Adolph Wilhelm Hermann Kolbe Neftali (27 de septiembre de 1818 - 25 de noviembre de 1884) fue un reconocido químico alemán.
Kolbe nació en Elliehausen cerca de Hannover, Alemania.
Fue ayudante de Robert Wilhelm Bunsen en la Universidad de Marburgo en 1842, después de estudiar química con Friedrich Wöhler. Posteriormente asistió a Lyon Playfair en la Universidad de Londres y entre 1847 a 1851 se encargó de editar el Handwörterbuch der reinen und angewandten Chemie (Diccionario de la química pura y aplicada) escrito por Justus von Liebig y Wöhler. Kolbe entonces siguió a Bunsen en Marburgo, y en 1865 fue a la Universidad de Leipzig.
En aquella época, se creía que los compuestos orgánicos e inorgánicos eran independientes unos de los otros, y que los compuestos orgánicos podían ser creados solamente por los organismos vívos. Kolbe creía que los compuestos orgánicos se podrían derivar de los inorgánicos, directamente o indirectamente, por procesos de sustitución. Comprobó su teoría convirtiendo el disulfuro de carbono, mediante varios pasos, en ácido acético (1843-45). Introduciendo una idea modificada de radicales estructurales, contribuyó al establecimiento de la teoría estructural. También, predijo la existencia de alcoholes secundarios y terciarios.
Trabajó en la electrólisis de las sales de los ácidos grasos y otros ácidos (electrólisis de Kolbe) y preparó el ácido salicílico, la base para hacer la aspirina en un proceso llamado síntesis de Kolbe o reacción de Kolbe-Schmitt.
Con Edward Frankland, Kolbe encontró que los nitrilos se pueden hidrolizar a los ácidos correspondientes. También diseñó un método de síntesis de nitrilos (reacción de síntesis de nitrilo de Kolbe). Como redactor del Journal für praktische Chemie (Diario de la química práctica, 1869), fue a veces un serio crítico del trabajo de otros.
Murió en Leipzig, Alemania.